# مضخة بيولوجية

تبادل الهواء والبحر لثاني أكسيد الكربون CO_{2}

المضخة البيولوجية أو المضخة الاحيائية (بالإنجليزية: Biological pump)‏، هو عزل المحيط الحيوي من الكربون في الغلاف الجوي إلى مياه البحر العميقة والرواسب. وهو هو جزء من دورة الكربون المحيطية المسؤولة عن ركوب المواد العضوية التي تشكلت أساساً من العوالق النباتية أثناء عملية التمثيل الضوئي (مضخة الأنسجة اللينة)، فضلاً عن ركوب كربونات الكالسيوم (CaCO3) التي تشكلت في قذائف من قبل بعض الكائنات الحية مثل العوالق و الرخويات.